# Wallis (île)
Pour les articles homonymes, voir Wallis.
Wallis (en wallisien : ʻUvea, souvent partiellement francisé en Uvéa) est une île d'origine volcanique située en Polynésie, dans l'océan Pacifique occidental, entre la Nouvelle-Calédonie et Tahiti. Située à environ 230 kilomètres au nord-est de Futuna, elle appartient au royaume d'Uvea de la collectivité d'outre-mer française de Wallis-et-Futuna. Son chef-lieu est Mata Utu. En 2023, elle comptait 8 088 habitants.

## Toponymie
Wallis tient son nom du Britannique Samuel Wallis qui aborde l'île en août 1767, toutefois sans débarquer. En raison des multiples îlots du lagon qui entoure l'île principale, Wallis a été parfois dénommée îles Wallis dans les publications francophones jusque dans les années 1970. En wallisien et dans les différentes langues polynésiennes, le nom de l'île est ʻUvea (prononcé ou-vé-a). C'est aussi le nom porté par le royaume coutumier d'Uvea, qui englobe l'ensemble de l'île.

## Géographie
L'île de Wallis s'étend sur 77,9 km2  et est entourée de plusieurs îlots coralliens. Le récif compte quatre passes : à l'ouest, Avatolu (la plus au sud), Fuga'uvea et Fatumanini ; au sud, la passe Honikulu, dont la taille permet à des navires de pénétrer dans le lagon.

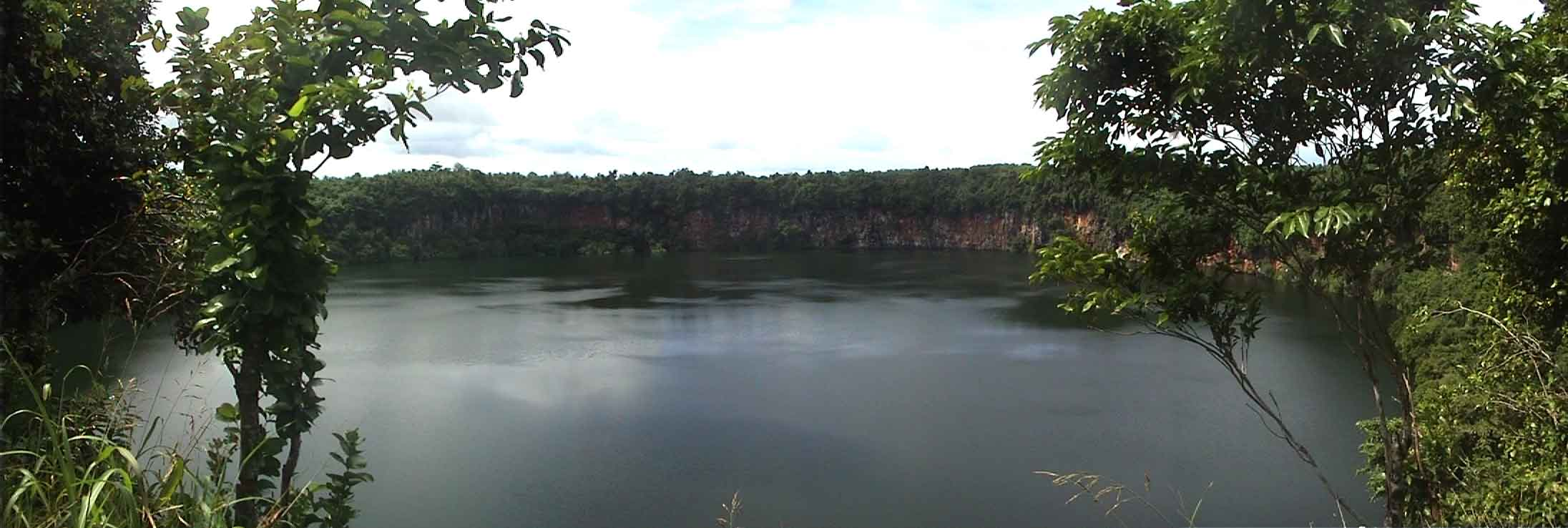
Le lac Lalolalo, lac d'origine volcanique à l'ouest de l'île.

Wallis compte une quinzaine d'îlots (motu) dans son lagon.
L'île est d'origine volcanique. Sa formation serait associée à l'activité du point chaud des Samoa et remonterait au pléistocène. Une vingtaine de volcans rapprochés ont formé l'île et leurs cratères ont donné naissance à des lacs comme notamment le lac Lanutavake, le lac Lano ou le lac Lalolalo (le plus grand, d'environ 400 mètres de diamètre). Ces lacs constituent de précieuses réserves d'eau douce pour l'île, qui est par ailleurs dépourvue de ruisseaux..
Avec le temps et l'érosion, un récif corallien et un lagon sont apparus. Le lagon est ouvert sur l'océan par quatre passes dont une seule — la passe Honikulu au sud — est navigable. Le point culminant de l'île, le mont Lulu, est peu élevé (151 mètres).
Wallis possède un sol volcanique fertile et les précipitations sont suffisantes pour permettre l'agriculture vivrière.

## Institutions
L'île de Wallis concentre l'essentiel des institutions et services publics de la collectivité d'outre-mer de Wallis-et-Futuna : Administration supérieure, poste et télécommunications, travaux publics, douanes, le vice-rectorat, le tribunal, ou encore l'évêché et l'Assemblée territoriale.

### Chefferie et roi coutumier
À Wallis, le roi de ʻUvéa (portant le titre de Lavelua) est le chef de la hiérarchie coutumière. Il est assisté d'un premier ministre (kivalu) et de 5 ministres. Il nomme encore, sur proposition de la population, 3 chefs de district (faipule) qui ont autorité sur les 21 chefs de village reconnus par la population.
Les chefs de village (pulekolo), qui peuvent lever les corvées d'intérêt général, gèrent les affaires du village au cours d'assemblées (fono) qui ont lieu le dimanche dans une case commune (fale fono). Le chef de village est choisi par l'ensemble des villageois pour ses qualités, mais ces derniers peuvent décider de le destituer.

### Districts
L'île qui forme une circonscription unique n'est pas divisée en communes comme le reste du territoire français. Elle comporte trois districts qui font office de mairies :
- Hihifo (au nord) ;
- Hahake (au centre) ;
- Mu'a (au sud).

District de Hihifo
District de Hahake
District de Mu'a

## Histoire

### Histoire pré-européenne
Bernard Vienne et Daniel Frimigacci divisent l'histoire d'Uvea en quatre périodes distinctes, :
- Utuleve (1000 av. J.-C.- an mil apr. J.-C.) ;
- Atuvalu (an mil - 1400) ;
- la période des forts (1400-1460) ;
- la période dynastique (de 1460 à aujourd'hui).

#### Peuplement

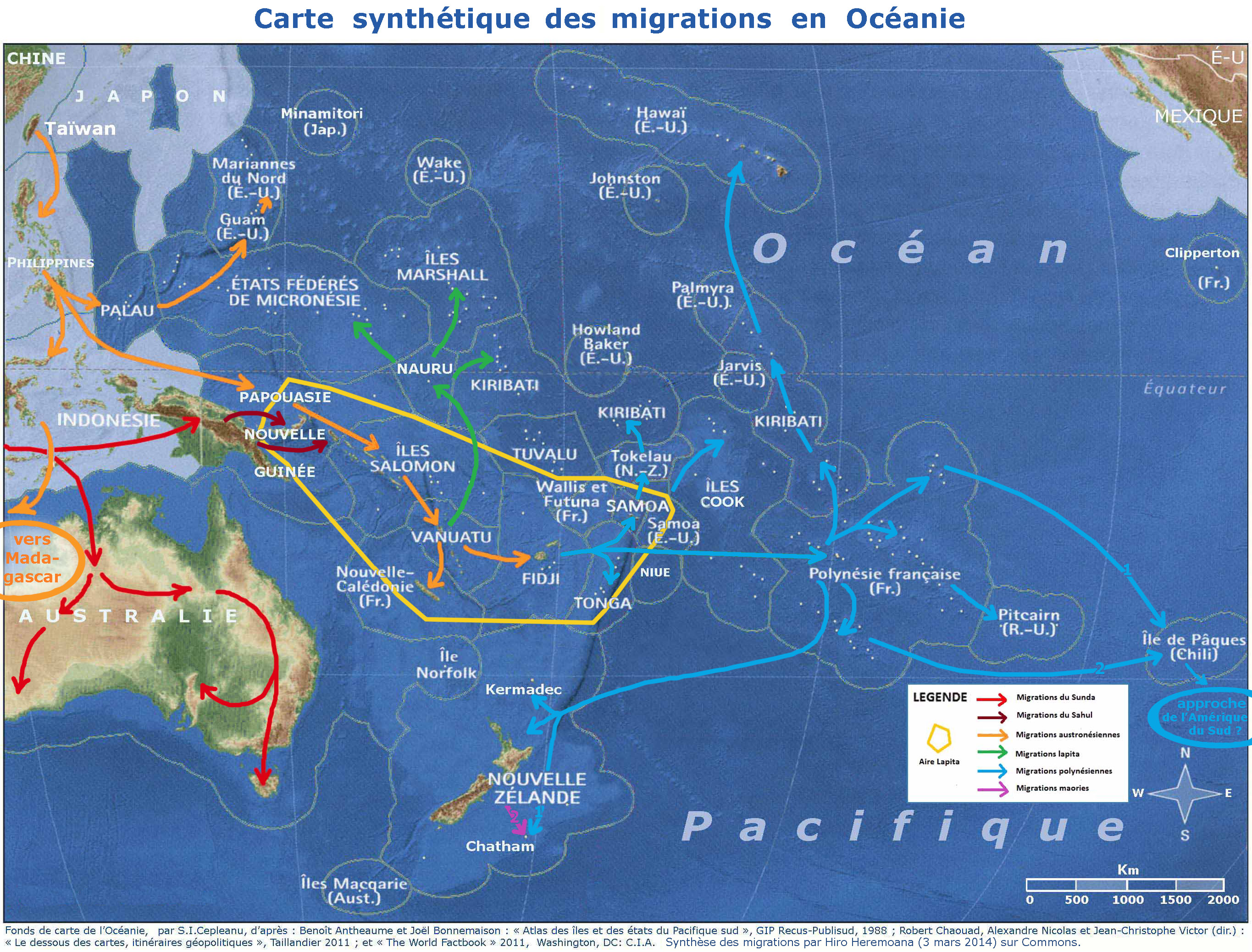
Les premiers habitants de Wallis-et-Futuna sont des Austronésiens de la civilisation Lapita. Avec les îles voisines de Tonga et Samoa, ils forment la « société polynésienne ancestrale ».

Les premiers habitants de Wallis sont des Austronésiens appartenant à la civilisation lapita. Ils sont arrivés à Wallis aux environs du Ier millénaire av. J.-C.. La date exacte du peuplement de Wallis fait débat : Daniel Frimigacci l'estime à 1300 av. J.-C., tandis que Christophe Sand la situe entre 850 et 800 av. J.-C. en se basant sur la datation par le carbone 14. Ces premiers occupants se sont installés à Utuleve, sur la côte ouest, « face aux trois grandes passes dans le récif » du nord au sud, les passes Fatumanini, Avatolu et Fuga'uvea).
Ces habitants forment avec les archipels alentour (Futuna, Tonga, Samoa, Tokelau, Tuvalu) la « société polynésienne ancestrale » telle que définie par Patrick Kirch et Robert Green (2001). 'Uvea est alors intégrée dans un vaste réseau d'échanges avec ces îles de Polynésie ainsi que Fidji, qui perdure jusqu'à environ la moitié du XIXe siècle et l'arrivée des missionnaires européens.
Ces Polynésiens ancestraux sont à la fois de fins navigateurs et de bons agriculteurs. Ils prennent possession des terres et commencent à les exploiter, récoltant diverses plantes (taros, ignames...) sur des terres volcaniques fertiles. Ils parlent la même langue, le proto-polynésien.

La différenciation linguistique du proto-polynésien en deux sous-groupes illustre la séparation des Polynésiens ancestraux en deux ensembles distincts.

Petit à petit, la société polynésienne ancestrale se sépare en deux branches : 
- d'un côté, le groupe polynésien nucléaire, qui incluait Samoa, Wallis, Futuna mais aussi Niuafoʻou, Niuatoputapu et Tafahi ;
- de l'autre, au sud, l'archipel des Tonga.

Ces différences sont avant tout observables sur le plan linguistique : le proto-polynésien s'est séparé en deux dialectes. Durant cette période, 'Uvea a donc une culture et une langue très proche de celle de ses voisins, notamment samoans ou de Niuatoputapu. Des relations directes entre Samoa et 'Uvea ont été observées et une tradition orale samoane rapporte même que l'île de Savai'i aurait été peuplée originellement par des Uvéens.

#### Période atuvalu
À partir de l'an 1000 de notre ère succède une deuxième période, appelée « Atuvalu », qui dure jusqu'à 1400. Durant cette période, les Uvéens passent d'une économie autour de la pêche et de la cueillette à une économie centrée sur l'agriculture, en particulier la culture du taro. Les habitants se sédentarisent, en même temps qu'on observe une forte hausse de la population. Les terres étant devenues plus rares, on voit apparaître de grandes tarodières sur la côte est de Wallis. Ces transformations de l'espace et du système de production ont des répercussions sociales importantes. En effet, c'est à la même période que naît le royaume de 'Uvea avec une chefferie hiérarchisée. Aux premières chefferies autonomes, au sud et au nord de l'île, succèdent les premiers « rois » (en wallisien hau) de 'Uvea. Il est difficile d'établir avec précision leur existence, mais ils sont très importants sur le plan symbolique, car ils fondent la royauté wallisienne. Ces rois plus ou moins mythiques sont tous enterrés dans un même lieu, Atuvalu (ce qui signifie en wallisien « les huit [rois] alignés »).

#### Conquête tongienne - la période des forts

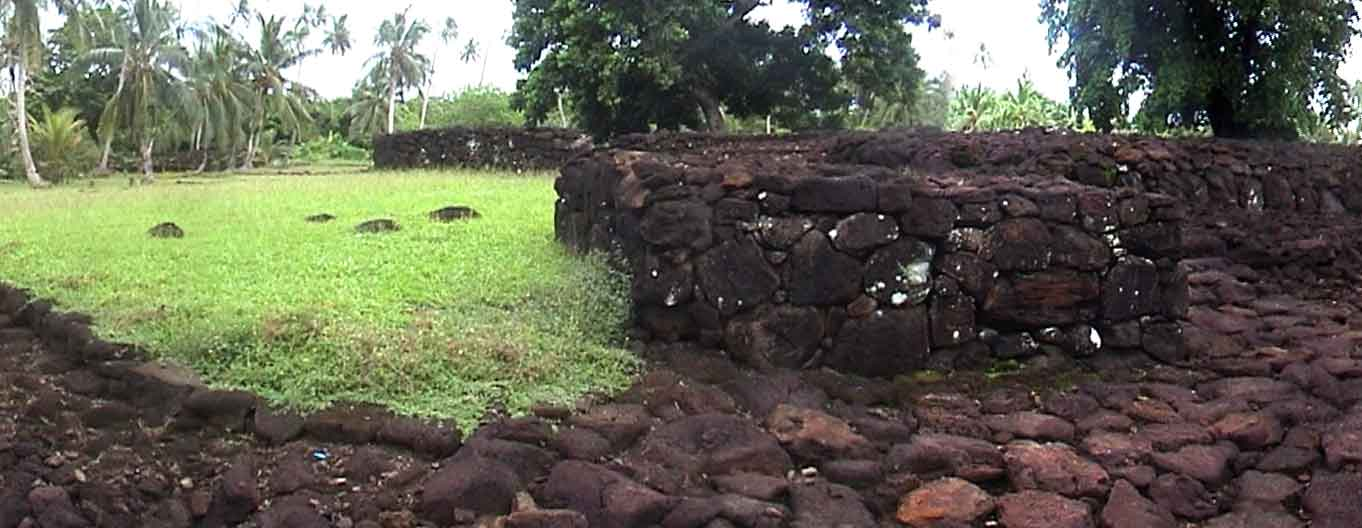
Ruines du fort du Talietumu, à Kolonui, qui servit de résidence aux chefs tongiens.

Cette influence samoane laisse place à la conquête tongienne de Wallis. C'est l'époque de l'expansionnisme tongien dans toute la Polynésie occidentale, qui a donné naissance à ce que certains auteurs appellent l'Empire maritime tongien. Le Tu'i Tonga Kau'ulufonua fekai (autour du XVe siècle) envoie une expédition à Wallis et y installe un gouverneur qui se fait enterrer sur l'île. Son successeur, le Tu'i Tonga Ga'asialili, entreprend de conquérir l'île de 'Uvea et partage le territoire entre trois chefs : Hoko, Kalafilia et Fakate. C'est l'apogée de la présence tongienne à Wallis. Pour asseoir leur domination, les Tongiens occupent et construisent de nombreux forts comme celui de Kolonui - aussi cette période est-elle appelée la « période des forts ». Elle s'arrête vers 1500, avec la mise en place d'un système politique dynastique calqué sur le modèle tongien : une chefferie de type pyramidal, avec à sa tête un hau (« roi »). C'est à partir de la période dynastique, vers 1500, que débutent les généalogies des rois successifs de Wallis (Lavelua).
Seule la chefferie du Nord (Hihifo) demeure indépendante. Cette résistance entraîne de nombreux conflits, dont la guerre du Molihina, « guerre d'indépendance (...) contre la domination politique tongienne » condensant plusieurs années de lutte dans un récit mythique conservé dans la tradition orale wallisienne : les guerriers du Nord sont massacrés à Utuleve, au lieu-dit To'ogatoto, « les marais sanglants ».
Tout au long de l'histoire wallisienne, le district de Hihifo se distingue du reste de Wallis : lieu de résistance à l'envahisseur tongien, le Nord garde encore aujourd'hui, au XXe siècle, une volonté de se démarquer du Sud de l'île d'Uvea.
Les Tongiens imposent peu à peu leur structure sociale ; la langue wallisienne se transforme en profondeur, intégrant de nombreux éléments du tongien. L'influence tongienne a eu des conséquences durables sur l'histoire locale. Environ un siècle après la conquête tongienne, 'Uvea prend progressivement son autonomie vis-à-vis de Tonga, jusqu'à ce qu'un des Tu'i Tonga proclame l'indépendance de l'île. Christophe Sand estime que dès le départ, les Tongiens ont voulu imposer leur modèle culturel et asseoir leur domination politique et militaire sur toute l'île. Pour lui, il s'agit donc bel et bien d'une colonisation aux conséquences profondes sur la société wallisienne. À l'inverse, Bernard Vienne et Daniel Frimigacci réfutent le terme de « colonisation tongienne ». En effet 'Uvea n'a pas été intégrée politiquement dans l'espace tongien, et on ne peut d'ailleurs pas parler de 'Uvea comme une entité territoriale homogène : « son organisation s'apparente plutôt à celle d'une confédération de tribus plus ou moins autonomes et antagonistes ».

#### Relations de 'Uvea avec les autres îles de Polynésie et du Pacifique
Outre ses relations avec Samoa, rapidement éclipsées par celles avec Tonga, 'Uvea a également entretenu des rapports avec les atolls de Tokelau et de Tuvalu, ainsi qu'avec Rotuma. 'Uvea a également pu être le point de départ du peuplement de plusieurs exclaves polynésiennes aux îles Salomon : Anuta, Tikopia, Rennell et Bellona. Enfin, les Uvéens sont à l'origine du peuplement de l'île d'Ouvéa, dans les îles Loyauté (Nouvelle-Calédonie). Cette île est appelée Uvea lalo, « 'Uvea d'en bas », par opposition à 'Uvea mama'o, « 'Uvea lointaine » (du point de vue des habitants d'Ouvéa). Pour la linguiste Claire Moyse-Faurie, cette migration a eu lieu à une époque où l'influence tongienne était minime (au moins linguistiquement). À l'inverse, la migration vers Anuta « a dû avoir lieu à une époque plus récente, après que le faka'uvea ait subi l'influence du tongien ».
Les populations polynésiennes nées de ces grands voyages océaniques ont donné naissance à plusieurs langues polynésiennes descendant (plus ou moins directement) du wallisien : l'anuta, le tikopia, le rennell-bellona et le fagauvea.

### Contacts européens

#### Premiers contacts

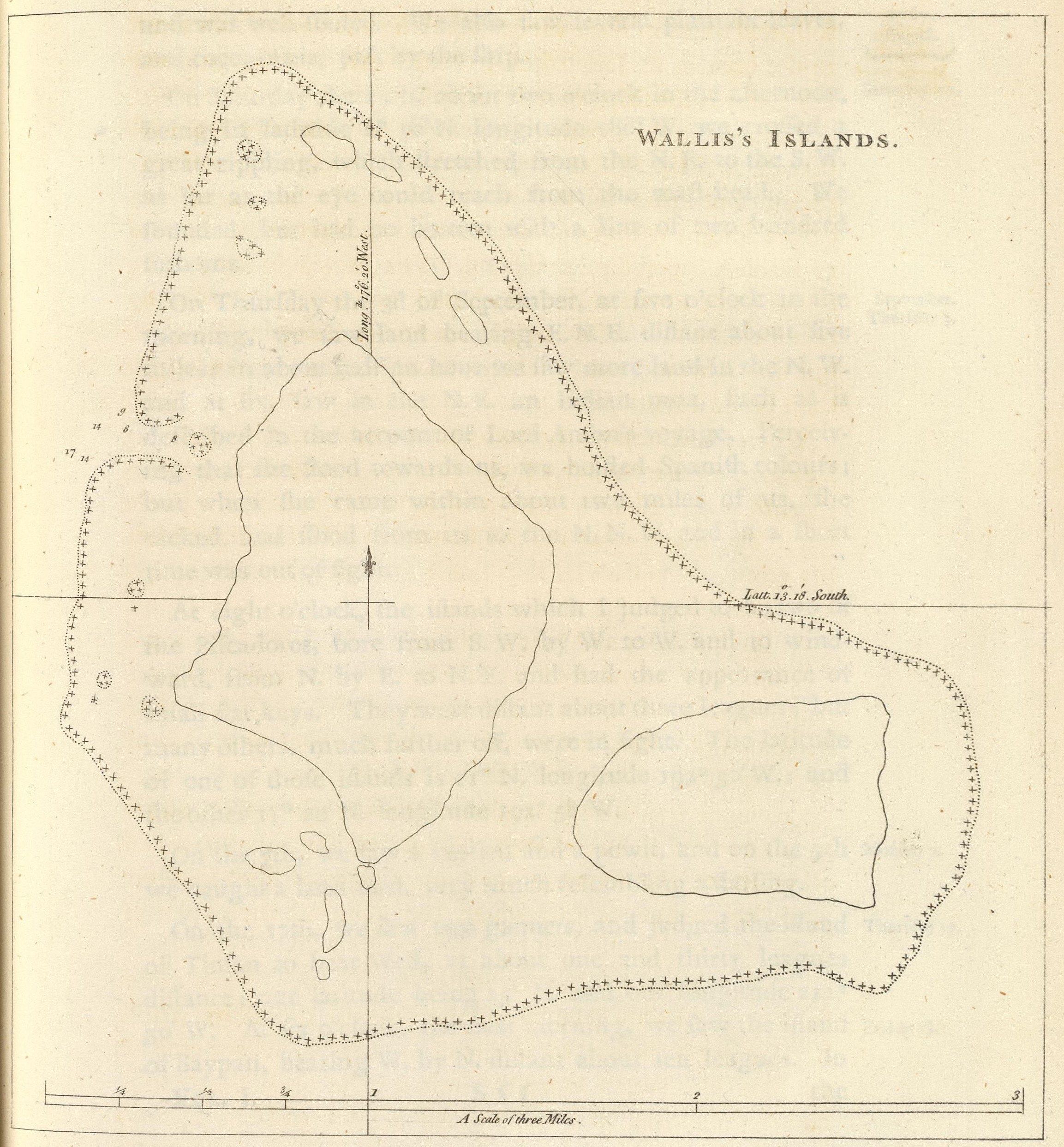
Carte (inexacte) de Wallis faite par le capitaine Samuel Wallis, qui aborde 'Uvea en 1767 et lui donne son nom.

Le capitaine britannique Samuel Wallis est le premier Européen à aborder l'île en août 1767. Il arrive probablement au niveau du district de Hihifo mais n'y débarque pas, du fait de l'hostilité des Wallisiens. Son équipage décide de baptiser l'île en son honneur. L'Espagnol Francisco Antonio Mourelle de la Rúa arrive (les 21 et 22 avril 1781) et rebaptise l'île « Consolation » à cause de l'abondance de la nourriture. Le 5 août 1791, le capitaine Edward Edwards, à la poursuite des révoltés du Bounty, s'arrête à Wallis. Il tente d'offrir des cadeaux aux habitants, mais les Wallisiens s'enfuient par peur,.
À cette époque, 'Uvea compte 4 000 habitants et reste largement à l'écart des contacts entre Polynésiens et occidentaux, ce qui explique que l'île a pu maintenir sa culture et n'a pas subi de colonisation européenne à proprement parler.
Au cours du XIXe siècle, des beachcombers (« écumeurs des plages »), matelots déserteurs, commencent à arriver à Wallis et à Futuna. Le premier navire européen connu accoste à Wallis en 1825 ; d'autres baleiniers suivront en 1828. Les chefs du sud de Wallis, là où abordent les bateaux, acquièrent assez rapidement un pouvoir important. Certains wallisiens maîtrisent même l'anglais et peuvent donc contrôler le commerce avec l'extérieur. Cela ne manque pas de déstabiliser le Lavelua, souverain de l'île. À la même époque, certains marins commencent à s'installer durablement sur Uvea.
Les rencontres entre marins occidentaux (pour la plupart anglais ou américains) et polynésiens ne sont pas sans heurts, et aboutissent parfois à des massacres : en 1830, le commerçant George Marina, métis espagnol, débarque à Wallis et achète l'îlot Nukuatea où il s'installe pour faire la pêche des holoturies (bêches de mer) avec son équipage. « Dès lors, les Européens se considèrent propriétaires à la mode occidentale de l'île et essayent de s'en réserver l'usage. Or, ce mode de possession exclusif n'existe pas dans la société traditionnelle wallisienne et les altercations commencent ». La situation dégénère en conflit armé en 1831 et George Marina est assassiné l'année suivante. Peu après cet épisode, un baleinier britannique accoste à Wallis. À la suite du pillage d'un village par les marins, les Wallisiens massacrent l'équipage et pillent le navire. Deux mois plus tard, un navire américain arrive sur les lieux et impose aux Wallisiens de restituer ce qu'ils ont volé, sous la menace des armes.

#### Conversion au catholicisme
Mais la présence européenne n'est significative qu'à partir de 1842, lorsque des missionnaires maristes français menés par Pierre Bataillon arrivent sur l'île et convertissent rapidement la population wallisienne.

### Intégration à la France
Le 19 novembre 1886, la reine de Wallis Amélia Tokagahahau signe avec la France un traité de protectorat, appliqué le 5 avril 1887 (le protectorat de Wallis-et-Futuna). Depuis 1888, un résident est envoyé à Wallis pour le plan administratif. Il travaille en collaboration avec la royauté et la mission catholique. En 1913, un projet d'annexion par la France est présenté par le résident Victor Brochard, mais elle n'aboutit pas. En 1922, l'annexion est jugée trop coûteuse par la France et est abandonnée.
La seule ressource commerciale de l'archipel est le coprah, abandonné en 1930, à cause du parasite oryctes.
Le protectorat de Wallis et Futuna prend fin en 1961 : les deux îles deviennent un territoire d'outre-mer (décision approuvée par référendum en 1959). Le statut de 1961 permet aux Wallisiens de garder leurs institutions coutumières (roi et chefferie) et leur religion, même si la loi française s'applique dans les autres domaines. De nombreuses infrastructures sont construites (écoles, hôpital, etc).

### XXIesiècle

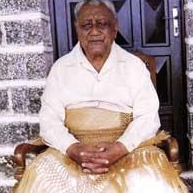
Le Lavelua Tomasi Kulimoetoke, roi d'Uvea de 1959 à 2007.

Après la révision constitutionnelle de 2003, Wallis fait partie de la collectivité d'outre-mer de Wallis et Futuna.
En 2005 débute une crise coutumière autour de la succession du Lavelua Tomasi Kulimoetoke, qui révèle de profondes divisions au sein de la société wallisienne.

## Démographie
La population de l'île était de 8 333 en 2018 (72,1 % du territoire), contre 8 584 en 2008. La décroissance de la population est constante depuis 2003, bien qu'elle soit moindre que sur l'île de Futuna. Ainsi, la proportion des Wallisiens par rapport à la population totale de Wallis et Futuna s'accroît.
La majorité des habitants parlent le wallisien comme langue maternelle et presque la totalité est de confession catholique.

## Transports

Chemin d'entrée des navires dans le lagon de Wallis par la passe Honikulu.

Le réseau routier et les infrastructures de l'île ont été en grande partie construits par les Américains pendant leur présence à Wallis (1942-1946). Ils ont notamment construit deux pistes d’atterrissage, dont l'une est devenue l'aéroport de Hihifo, à 5,6 km de Mata Utu au nord.
Les seuls vols commerciaux pour aller et venir de Wallis sont assurés par Aircalin, avec une agence à Mata'Utu. Des vols sont assurés entre Nouméa et Wallis, parfois en passant par Fidji ; une liaison aérienne existe également entre Wallis et Futuna (vers l'aérodrome de la pointe Vele).
L'accès maritime se fait à travers la passe Honikulu, la seule que les cargos peuvent emprunter pour ravitailler l'île à Halalo (dépôt d'hydrocarbures), à Gahi (mouillage) ou à Mata Utu, principal port de l'île.

## Enseignement
Malgré l'extrême petitesse de l'île, on y trouve neuf écoles primaires, quatre collèges et deux lycées (un lycée général/technique, le lycée des îles Wallis et Futuna, et un lycée agricole). Un IUFM formait les professeurs locaux jusqu'à sa fermeture en 2012. L'île ne possède aucun établissement supérieur : les bacheliers souhaitant poursuivre leurs études doivent s'expatrier en Nouvelle-Calédonie ou en métropole.

Drapeau de Wallis.

## Personnalités célèbres
- Le roi Tomasi Kulimoetoke II.

- Willy Taofifénua, joueur de rugby, père de Romain Taofifénua et Sébastien Taofifénua.
- Penisio Lutui, lanceur de javelot
- Felise Vaha'i Sosaia, lanceur de javelot
- Vitolio Tipotio, athlète.
- Vincent Pelo, joueur de rugby.
- Monika Fiafialoto, lanceuse de javelot
- Yann David, né à Bourgoin-Jallieu, mais originaire de Wallis par sa mère, l'athlète Monika Fiafialoto.
- Virginie Hoifua Te Matagi Tafilagi (1965-), poétesse française.